# Capitoli di Lupin III
Questa è la lista dei capitoli di Lupin III, la prima serie dell'omonimo manga scritto e illustrato da Monkey Punch.

## Storia editoriale
La serie originale era formata da 94 capitoli e fu pubblicata dal 10 agosto 1967 al 22 maggio 1969 sulle pagine della rivista Weekly Manga Action, pubblicata dalla Futabasha. Due anni dopo, nel 1971, Monkey Punch riprese la serie aggiungendo 36 nuovi capitoli indicati come Rupan Sansei - Shin bōken (ルパン三世・新冒険? lett. "Lupin III - Nuove avventure") e stampati tra il 12 agosto 1971 e il 27 aprile 1972 sempre sulla stessa rivista.
Questi 130 capitoli (129 + 1 extra) formano la prima serie manga di Lupin III e furono riuniti nella serie di 14 tankōbon pubblicata con l'etichetta "Power Comics" dal 25 settembre 1974 al 10 dicembre 1975 e ristampati ulteriormente con l'etichetta "Action Comics" in 11 volumi dal 22 ottobre 1984 al 23 marzo 1985. In tankōbon i capitoli della prima serie propriamente detta e quelli delle Shin bōken formano un'unica serie senza differenza di titolo e con una numerazione continua dei capitoli da 1 a 129, mentre su rivista i capitoli delle Shin bōken erano numerati da 1 a 35. Le due edizioni presentano alcune differenze nell'ordine dei capitoli, sia fra loro sia rispetto all'ordine della rivista.
In Italia i capitoli sono stati pubblicati dalla Star Comics nella collana Orion in 13 volumi dal settembre 2002 al settembre 2003. Dei 130 capitoli ne sono arrivati solo 120, alcuni dei quali riuniti in un unico capitolo o numerati diversamente rispetto alle pubblicazioni originali. In totale i capitoli italiani sono 109 più l'extra. La serie è stata poi ristampata dalla Panini Comics.

## Elenco degli episodi
| Rivista        | Power Comics   | Power Comics | Action Comics  | Action Comics | Star Comics | Star Comics                                               | Panini Comics                                                                          | Panini Comics                                          | Titolo giapponese | Titolo italiano                                                   | Titolo italiano                                                       |
| Rivista        | N° cap.        | N° vol.      | N° cap.        | N° vol.       | N° cap.     | N° vol.                                                   | N° cap.                                                                                | N° vol.                                                | Titolo giapponese | Star Comics                                                       | Panini Comics                                                         |
| -------------- | -------------- | ------------ | -------------- | ------------- | ----------- | --------------------------------------------------------- | -------------------------------------------------------------------------------------- | ------------------------------------------------------ | --- | ----------------------------------------------------------------- | --------------------------------------------------------------------- |
| 1              | 1              | 1            | 1              | 1             | 1           | 1                                                         | 1                                                                                      | 1                                                      | Rupan Sansei sassō tōjō (ルパン三世颯爽登場?) | L'elegante debutto di Lupin III                                   | L'elegante entrata in scena di Lupin III                              |
| 2              | 2              | 1            | 2              | 1             | 2           | 1                                                         | 2                                                                                      | 1                                                      | Datsugoku (脱獄?) | L'evasione                                                        | L'evasione                                                            |
| 3              | 3              | 1            | 3              | 1             | 3           | 1                                                         | 3                                                                                      | 1                                                      | Shinde yuku burūsu (死んでゆくブルース?) | Un blues mortale                                                  | Il blues di chi sta per morire                                        |
| 4              | 4              | 1            | 4              | 1             | 4           | 1                                                         | 4                                                                                      | 1                                                      | Akasete chōdai aitsu no hana (アかせて頂戴あいつのハナ?) | Tagliare l'erba sotto i piedi                                     | Sboccia il fiore... e si svela                                        |
| 5              | 5              | 1            | 5              | 1             | 5           | 1                                                         | 5                                                                                      | 1                                                      | Suspense Zone (サスペンス・ゾーン?, Sasupensu Zōn) | Suspense Zone                                                     | Suspense Zone                                                         |
| 6              | 6              | 1            | 6              | 1             | 6           | 1                                                         | 6                                                                                      | 1                                                      | Shippai daisakusen (シッパイ大作戦?) | La grande operazione militare                                     | La grande operazione fallita                                          |
| 7              | 7              | 1            | 7              | 1             | 7           | 1                                                         | 7                                                                                      | 1                                                      | Majutsushi (魔術師?) | Il mago                                                           | Il mago                                                               |
| 8              | 8              | 1            | 8              | 1             | 8           | 1                                                         | 8                                                                                      | 1                                                      | Fuuten tantei (フウテン探偵?) | La detective vagabonda                                            | La detective vagabonda                                                |
| 9              | 9              | 1            | 9              | 1             | 9           | 1                                                         | 9                                                                                      | 2                                                      | Atsumare kijin domo (集まれ奇人ども?) | Tipi strani, radunatevi tutti!                                    | Tipi strambi, adunata!                                                |
| 10             | 10             | 1            | 10             | 1             | 10          | 2                                                         | 10                                                                                     | 2                                                      | Crazy Rupan (クレイジー・ルパン?, Kureijī Rupan) | Crazy Lupin                                                       | Crazy Lupin                                                           |
| 11             | 11             | 2            | 11             | 1             | 11          | 2                                                         | 11                                                                                     | 2                                                      | Kenzai Rupan teikoku (健在ルパン帝国?) | L'impero di Lupin esiste ancora!                                  | Lunga vita all'impero dei Lupin!                                      |
| 12             | 12             | 2            | 12             | 1             | 12          | 2                                                         | 12                                                                                     | 2                                                      | Ōte hisha tori (王手飛車とり?) | Presa la torre... scacco!                                         | Scacco matto                                                          |
| 13             | 13             | 2            | 13             | 2             | 13          | 2                                                         | 13                                                                                     | 2                                                      | Rupan goroshi (ルパン殺し?) | Il killer di Lupin                                                | Il killer di Lupin                                                    |
| 14             | 14             | 2            | 14             | 2             | 14          | 2                                                         | 14                                                                                     | 2                                                      | Shōkin kasegi (賞金稼ぎ?) | La cacciatrice di taglie                                          | La cacciatrice di taglie                                              |
| 15             | 15             | 2            | 15             | 2             | 15          | 2                                                         | 15                                                                                     | 2                                                      | Shiroi tsuikeki (白い追跡?) | Un bianco inseguimento                                            | Inseguimento bianco                                                   |
| 16             | 16             | 2            | 16             | 2             | 16          | 2                                                         | 16                                                                                     | 2                                                      | Rupan ni kansuru jū-ni-shō (ルパンに関する12章?) | I dodici capitoli su Lupin                                        | I dodici capitoli su Lupin                                            |
| 17             | 17             | 2            | 17             | 2             | 17          | 2                                                         | 17                                                                                     | 3                                                      | Doji (どじ?, Doji) | Un colossale errore                                               | La gaffe                                                              |
| 18             | 18             | 2            | 18             | 2             | 18          | 2                                                         | 18                                                                                     | 3                                                      | Shitai shinagire (死体品切れ?) | Il cadavere non c'è più                                           | Il valore di un cadavere                                              |
| 19             | 19             | 2            | 19             | 2             | 19          | 3                                                         | 19                                                                                     | 3                                                      | Nasake gomuyō (ナサケ御無用?) | Senza pietà                                                       | Senza pietà                                                           |
| 20             | 20             | 3            | 20             | 2             | 20          | 3                                                         | 20                                                                                     | 3                                                      | Ore wa tadaima nusutto shu gyōchū (俺はタダイマぬすっ人修行中?) | A scuola da un ladro                                              | Scuola di ladri                                                       |
| 21             | 21             | 3            | 21             | 2             | 21          | 3                                                         | 21                                                                                     | 3                                                      | Cool Touch (クール・タッチ?, Kūru Tacchi) | Cool Touch                                                        | Cool Touch                                                            |
| 22             | 22             | 3            | 22             | 2             | 22          | 3                                                         | 22                                                                                     | 3                                                      | Donden gaeshi (ドンデン返し?) | Situazione rovesciata                                             | Colpo di scena                                                        |
| 23             | 23             | 3            | 23             | 2             | 23          | 3                                                         | 23                                                                                     | 3                                                      | Hyōzan no ikkaku (氷山の一っかく?) | La punta dell'iceberg                                             | La punta dell'iceberg                                                 |
| 24             | 24             | 3            | 24             | 2             | 24          | 3                                                         | 24                                                                                     | 3                                                      | Dobu na akutō (トブな悪党?) | Le canaglie non possono volare                                    | I malvagi non volano                                                  |
| 25             | 25             | 3            | 25             | 2             | 25          | 3                                                         | 25                                                                                     | 3                                                      | Ano aojiroki shiro o miyo (アノ蒼白き城を見よ?) | Un castello bianco nel bosco                                      | Guarda quel castello bianco                                           |
| 26             | 26             | 3            | 26             | 3             | 26          | 3                                                         | 26                                                                                     | 3                                                      | Otoko senbiki (男1000匹?) | I 1000 uomini                                                     | Mille uomini                                                          |
| 27             | 27             | 3            | 27             | 3             | 27          | 3                                                         | 27                                                                                     | 3                                                      | Play Mate (プレイ・メイト?, Purei Meito) | Play Mate                                                         | Play Mate                                                             |
| 28             | 28             | 3            | 28             | 3             | 28          | 3                                                         | 28                                                                                     | 4                                                      | Goemon tōjō (五右ェ門登場?) | Goemon entra in scena                                             | Arriva Goemon                                                         |
| 29             | 29             | 3            | 29             | 3             | 29          | 3                                                         | 29                                                                                     | 4                                                      | Black Point (ブラック・ポイント?, Burakku Pointo) | Black Point                                                       | Black Point                                                           |
| 30             | 30             | 3            | 30             | 3             | 30          | 4                                                         | 30                                                                                     | 4                                                      | Gendai gekokujō (現代下剋上?) | Situazione capovolta                                              | Il capovolgimento della situazione                                    |
| 31             | 31             | 3            | 31             | 3             | 31          | 4                                                         | 31                                                                                     | 4                                                      | Nezumi wa shishite shippo o nokosu (鼠は死してシッポを残す?) | I topi perdono la coda morendo                                    | I topi, quando muoiono, perdono la coda                               |
| 32             | 32             | 4            | 32             | 3             | 32          | 4                                                         | 32                                                                                     | 4                                                      | Rupan no hōsoku (ルパンの法則?) | La legge di Lupin                                                 | La legge di Lupin                                                     |
| 33             | 33             | 4            | 33             | 3             | 33          | 4                                                         | 33                                                                                     | 4                                                      | Hanare waza (はなれ技?) | Un numero acrobatico                                              | Acrobazia                                                             |
| 34             | 34             | 4            | 34             | 3             | 34          | 4                                                         | 34                                                                                     | 4                                                      | Nussuto gēmu (盗っとゲーム?) | Il gioco del ladro                                                | Giocare a fare il ladro                                               |
| 35             | 35             | 4            | 35             | 3             | 35          | 4                                                         | 35                                                                                     | 4                                                      | Happening (ハプニング?, Happuningu) | Happening                                                         | Happening                                                             |
| 36             | 36             | 4            | 36             | 3             | 36          | 4                                                         | 36                                                                                     | 4                                                      | Aru young man no baai (あるヤングマンの場合?, Aru yangu man no baai) | Lo strano caso di un giovanotto                                   | Il destino di un ragazzo                                              |
| 37             | 37             | 4            | 37             | 3             | 37          | 4                                                         | 37                                                                                     | 4                                                      | Rupan Sansei to Arsène Lupin no taiketsu (ルパン三世とアルセーヌ・ルパンの対決?, Rupan Sansei to Arusēnu Rupan no taiketsu)                                                        | Il grande duello tra Lupin III e Arsenio Lupin                    | Lupin III contro Arsenio Lupin                                        |
| 38             | 38             | 4            | 38             | 3             | 38          | 4                                                         | 38                                                                                     | 4                                                      | Isan nanasennihyaku oku (遺産7200億?) | 720 miliardi di eredità                                           | 720 miliardi di eredità                                               |
| 39             | 39             | 4            | 39             | 3             | 39          | 4                                                         | 39                                                                                     | 5                                                      | Kaidō (怪童?) | Un ragazzo geniale                                                | Un geniale ragazzino                                                  |
| 40             | 40             | 4            | 40             | 4             | 40          | 4                                                         | 40                                                                                     | 5                                                      | Jari (ジャリ?) | Il monello                                                        | Il marmocchio                                                         |
| 41             | 41             | 4            | 41             | 4             | 41          | 5                                                         | 41                                                                                     | 5                                                      | Kudaku (砕く?) | Colpo di karate                                                   | Ti ridurrò in briciole                                                |
| 42             | 42             | 4            | 42             | 4             | 42          | 5                                                         | 42                                                                                     | 5                                                      | Menkyo kaiden (免許皆伝?) | Iniziazione alle arti marziali                                    | L'iniziazione ai segreti                                              |
| 43             | 43             | 4            | 43             | 4             | 43          | 5                                                         | 43                                                                                     | 5                                                      | Koroshi no nai hibi (殺しのない日?) | Un giorno senza crimini                                           | Un giorno senza omicidi                                               |
| 44             | 44             | 5            | 44             | 4             | 44          | 5                                                         | 44                                                                                     | 5                                                      | Jinsei ERO ERO (じん性ERO・ERO?) | La lussuria fa parte della natura umana                           | La sensuale natura dell'uomo                                          |
| 45             | 45             | 5            | 45             | 4             | 45          | 5                                                         | 45                                                                                     | 5                                                      | Otoko no naka no onna no kao (男の中の女の顔?) | Un viso di donna nascosto in un uomo                              | Un viso di donna nascosto in un uomo                                  |
| 46             | 46             | 5            | 46             | 4             | 63          | 7                                                         | 46                                                                                     | 5                                                      | Zettai toppa (絶対突破?) | Ammissione a tutti i costi!                                       | Sarò ammesso, costi quel che costi!                                   |
| 47             | 47             | 5            | 47             | 4             | 46          | 5                                                         | 47                                                                                     | 6                                                      | Uhani (ウハニ?) | Il maestro                                                        | Uhani                                                                 |
| 48             | 48             | 5            | 48             | 4             | 47          | 5                                                         | 48                                                                                     | 6                                                      | Ichi ni san shi go roku (1 2 3 死 5 6?) | 1, 2, 3, 4, 5, 6... Morte!                                        | 1,2,3...morte... 5 e 6!                                               |
| 49             | 49             | 5            | 49             | 4             | 48          | 5                                                         | 49                                                                                     | 6                                                      | Kyō & kyō (狂＆狂?) | Sogno o realtà?                                                   | Pazzia & Pazzia                                                       |
| 50             | 52             | 6            | 50             | 4             | 49          | 5                                                         | 50                                                                                     | 6                                                      | Fresh Man (フレッシュ・マン?, Furesshu Man) | Salaryman                                                         | Fresh Man                                                             |
| 51             | 53             | 6            | 51             | 4             | 50          | 6                                                         | 51                                                                                     | 6                                                      | Kiken suresure (危険スレスレ?) | A un passo dal pericolo                                           | Sull'orlo del precipizio                                              |
| 52             | 50             | 5            | 52             | 5             | 51          | 6                                                         | 52                                                                                     | 6                                                      | Saikederikku shi (サイケデリック氏?) | Mister Psychedelic                                                | Mister Psychedelic                                                    |
| 53             | 51             | 5            | 53             | 5             | 52          | 6                                                         | 53                                                                                     | 6                                                      | Saike suki (サイケ好き?) | L'amante della psichedelia                                        | Amo la psichedelia                                                    |
| 54             | 54             | 6            | 54             | 5             | 53          | 6                                                         | 54                                                                                     | 6                                                      | Harenchi man (ハレンチ・マン?) | Un uomo senza pudore                                              | Lo spudorato pubblicitario                                            |
| 55             | 55             | 6            | 55             | 5             | 54          | 6                                                         | 55                                                                                     | 7                                                      | Rupan no taizai (パンの大罪?) | Il grande colpo di Lupin                                          | Il grande crimine di Lupin                                            |
| 56             | 56             | 6            | 56             | 5             | 55          | 6                                                         | 56                                                                                     | 7                                                      | DEAD・HEAT | Dead Heat                                                         | Dead Heat                                                             |
| 57             | 57             | 6            | 57             | 5             | 56          | 6                                                         | 57                                                                                     | 7                                                      | Triple Play (トリプルプレイ?, Toripuru Purei) | Triple Play                                                       | Triple Play                                                           |
| 58             | 58             | 6            | 58             | 5             | 57          | 6                                                         | 58                                                                                     | 7                                                      | Shisshin su............ (失神す・・・・・・・・・・・・?) | Perdita di sensi                                                  | Perdere i sensi                                                       |
| 59             | 59             | 6            | 59             | 5             | 58          | 6                                                         | 59                                                                                     | 7                                                      | Kiwadoi karappo (きわどいカラッポ?) | Momento critico                                                   | Attimi di pericolo                                                    |
| 60             | 60             | 6            | 60             | 5             | 59          | 7                                                         | 60                                                                                     | 7                                                      | Nezumi (鼠?) | I topi                                                            | I topi                                                                |
| 61             | 61             | 6            | 61             | 5             | 60          | 7                                                         | 61                                                                                     | 7                                                      | Kage tai kage (影対陰?) | Ombra contro ombra                                                | Ombra contro ombra                                                    |
| 62             | 62             | 7            | 62             | 5             | 61          | 7                                                         | 62                                                                                     | 7                                                      | Saike baka (サイケ馬鹿?) | Follie della psiche                                               | Matto per la psiche                                                   |
| 63             | 63             | 7            | 63             | 5             | 62          | 7                                                         | 63                                                                                     | 7                                                      | Saike ichizoku (サイケ一族?) | Stirpe psichica                                                   | Il clan psichico                                                      |
| 64             | 64             | 7            | 64             | 5             | 64          | 7                                                         | 64                                                                                     | 8                                                      | Gizoku bubu in (義賊部々員?) | I membri del circolo dei ladri gentiluomini                       | Il club dei ladri gentiluomini                                        |
| 65             | 65             | 7            | 65             | 6             | 65          | 7                                                         | 65                                                                                     | 8                                                      | Angura gakusei (アングラ学生?) | Uno studente underground                                          | Uno studente underground                                              |
| 66             | 66             | 7            | 66             | 6             | 66          | 7                                                         | 66                                                                                     | 8                                                      | Rupan Sansei tai joshi daisei (ルパン三世対女子大学生?) | Lupin III e le studentesse universitarie                          | Lupin III contro le universitarie                                     |
| 67             | 67             | 7            | 67             | 6             | 67          | 7                                                         | 67                                                                                     | 8                                                      | Yatte yokatta (殺ってよかった?) | Credevo di averti ucciso!                                         | Ma non eri morto?                                                     |
| 68             | 68             | 7            | 68             | 6             | 68          | 7                                                         | 68                                                                                     | 8                                                      | Daiichininshō (第一人称?) | In prima persona                                                  | In prima persona                                                      |
| 69             | 69             | 7            | 69             | 6             | 69          | 8                                                         | 69                                                                                     | 8                                                      | Straight Flash (ストレートフラッシュ?, Sutoretto Furasshu) | Straight Flash                                                    | Straight Flash                                                        |
| 70             | 70             | 7            | 70             | 6             | 70          | 8                                                         | 70                                                                                     | 8                                                      | Taizan meidō nezumi ippiki (泰山鳴動鼠一匹?) | Molto fumo e poco arrosto                                         | La montagna che partorisce un topolino                                |
| 71             | 71             | 7            | 71             | 6             | 71          | 8                                                         | 71                                                                                     | 8                                                      | Rupan arashi (ルパン嵐?) | Lupin nella tempesta                                              | Il tifone Lupin                                                       |
| 72             | 72             | 8            | 72             | 6             | 72          | 8                                                         | 72                                                                                     | 8                                                      | Oni (鬼?) | Il demone                                                         | L'Oni                                                                 |
| 73             | 73             | 8            | 73             | 6             | 73          | 8                                                         | 73                                                                                     | 9                                                      | Kimi ga yare ore ga hōmuru (sono ichi) (キミが殺れオレが葬る（その１）?) | Uccidilo tu, che lo seppellisco io!                               | Tu lo uccidi... io lo seppellisco! (prima parte)                      |
| 74             | 74             | 8            | 74             | 6             | 73          | 8                                                         | 74                                                                                     | 9                                                      | Kimi ga yare ore ga hōmuru (sono ni) (キミが殺れオレが葬る（その２）?) | Uccidilo tu, che lo seppellisco io!                               | Tu lo uccidi... io lo seppellisco! (seconda parte)                    |
| 75             | 75             | 8            | 75             | 6             | 84          | 10                                                        | 75                                                                                     | 9                                                      | Watashi ga aishita Rupan (私を愛したルパン ♥?) | Lupin innamorato                                                  | Lupin innamorato                                                      |
| 76             | 76             | 8            | 76             | 6             | 74          | 8                                                         | 76                                                                                     | 9                                                      | Dansei to hajiki wa tukaiyō - Tettei hen (男性とハジキは使いよう=テッテイ篇=?) | Un uomo e una pistola possono essere utili (versione realistica)  | Uomini e pistole... sono da usare a piacimento! (versione realistica) |
| 77             | 77             | 8            | 77             | 7             | 75          | 8                                                         | 77                                                                                     | 9                                                      | Dansei to hajiki wa tukaiyō - Nansensu hen (男性とハジキは使いよう=ナンセンス篇=?)                                                                                                 | Un uomo e una pistola possono essere utili (versione nonsense)    | Uomini e pistole... sono da usare a piacimento! (versione nonsense)   |
| 78             | 78             | 8            | 78             | 7             | 76          | 8                                                         | 78                                                                                     | 9                                                      | Dansei to hajiki wa tukaiyō - Sasupensu hen (男性とハジキは使いよう=サスペンス篇=?)                                                                                                | Un uomo e una pistola possono essere utili (versione suspense)    | Uomini e pistole... sono da usare a piacimento! (versione suspense)   |
| 79             | 79             | 8            | 79             | 7             | 77          | 9                                                         | 79                                                                                     | 9                                                      | Dansei to hajiki wa tukaiyō - Erochikku hen (男性とハジキは使いよう=エロチック篇=?)                                                                                                | Un uomo e una pistola possono essere utili (versione erotica)     | Uomini e pistole... sono da usare a piacimento! (versione erotica)    |
| 80             | 80             | 8            | 80             | 7             | 85          | 10                                                        | 80                                                                                     | 9                                                      | Ninkyō Rupan bushi (任侠ルパン節?) | La ballata di Lupin                                               | La ballata del samurai Lupin                                          |
| 81             | 81             | 9            | 81             | 7             | 78          | 9                                                         | 81                                                                                     | 10                                                     | Nō aru akutō wa kiba o kakusu (sono ichi) (能ある悪党は牙をかくす（その1）?) | La canaglia davvero abile nasconde gli artigli - Prima parte      | Un'abile canaglia nasconde sempre i suoi artigli (Prima parte)        |
| 82             | 82             | 9            | 82             | 7             | 79          | 9                                                         | 82                                                                                     | 10                                                     | Nō aru akutō wa kiba o kakusu (sono ni) (能ある悪党は牙をかくす（その2）?) | La canaglia davvero abile nasconde gli artigli - Seconda parte    | Un'abile canaglia nasconde sempre i suoi artigli (Seconda parte)      |
| 83             | 83             | 9            | 83             | 7             | 80          | 9                                                         | 83                                                                                     | 10                                                     | Nō aru akutō wa kiba o kakusu (sono san) (能ある悪党は牙をかくす（その3）?) | La canaglia davvero abile nasconde gli artigli - Terza parte      | Un'abile canaglia nasconde sempre i suoi artigli (Terza parte)        |
| 84             | 84             | 9            | 84             | 7             | 81          | 9                                                         | 84                                                                                     | 10                                                     | Inu mo arukeba Rupan ni ataru (sono ichi) (イヌも歩けばルパンにあたる（その1）?)                                                                                                   | Nemmeno un segugio può prendere Lupin! Prima parte                | Se cerchi quel che non devi, trovi quel che non vuoi (Prima parte)    |
| 85             | 85             | 9            | 85             | 7             | 82          | 9                                                         | 85                                                                                     | 10                                                     | Inu mo arukeba Rupan ni ataru (sono ni) (イヌも歩けばルパンにあたる（その2）?) | Nemmeno un segugio può prendere Lupin! Seconda parte              | Se cerchi quel che non devi, trovi quel che non vuoi (Seconda parte)  |
| 86             | 86             | 9            | 86             | 7             | 82          | 9                                                         | 86                                                                                     | 10                                                     | Inu mo arukeba Rupan ni ataru (sono san) (イヌも歩けばルパンにあたる（その3）?) | Nemmeno un segugio può prendere Lupin! Seconda parte              | Se cerchi quel che non devi, trovi quel che non vuoi (Terza parte)    |
| 87             | 87             | 9            | 87             | 7             | 83          | 9                                                         | 87                                                                                     | 10                                                     | Inu mo arukeba Rupan ni ataru (sono yon) (イヌも歩けばルパンにあたる（その4）?) | Nemmeno un segugio può prendere Lupin! Terza parte                | Se cerchi quel che non devi, trovi quel che non vuoi (Quarta parte)   |
| 88             | 88             | 9            | 91             | 8             | 88          | 10                                                        | 88                                                                                     | 10                                                     | Seite wa koto o shisonjiru (sono ichi) (せいては盗をしそんじる（その1）?) | Con la fretta si commettono errori nei furti - Prima parte        | Le guerre del crimine (Prima parte)                                   |
| 89             | 89             | 9            | 92             | 8             | 88          | 10                                                        | 89                                                                                     | 10                                                     | Seite wa koto o shisonjiru (sono ni) (せいては盗をしそんじる（その2）?) | Con la fretta si commettono errori nei furti - Prima parte        | Le guerre del crimine (Seconda parte)                                 |
| 90             | 90             | 10           | 93             | 8             | 89          | 10                                                        | 90                                                                                     | 10                                                     | Seite wa koto o shisonjiru (sono san) (せいては盗をしそんじる（その3）?) | Con la fretta si commettono errori nei furti - Seconda parte      | Le guerre del crimine (Terza parte)                                   |
| 91             | 91             | 10           | 88             | 7             | 86          | 10                                                        | 91                                                                                     | 11                                                     | Waga tōsō (sono ichi) (我が闘争（その1）?) | La mia vita dedicata al furto - Prima parte                       | Chi ruba in fretta... ha disdetta! (Prima parte)                      |
| 92             | 92             | 10           | 89             | 8             | 87          | 10                                                        | 92                                                                                     | 11                                                     | Waga tōsō (sono ni) (我が闘争（その2）?) | La mia vita dedicata al furto - Seconda parte                     | Chi ruba in fretta... ha disdetta! (Seconda parte)                    |
| 93             | 93             | 10           | 90             | 8             | 87          | 10                                                        | 93                                                                                     | 11                                                     | Waga tōsō (sono san) (我が闘争（その3）?) | La mia vita dedicata al furto - Seconda parte                     | Chi ruba in fretta... ha disdetta! (Terza parte)                      |
| 94             | 94             | 10           | 94             | 8             | 90          | 10                                                        | 94                                                                                     | 11                                                     | Saraba itoshiki Rupan (さらば愛しきルパン！?) | Addio, mio amato Lupin!                                           | Addio, mio amato Lupin!                                               |
| 1              | 95             | 10           | 95             | 8             | 91          | 11                                                        | 95                                                                                     | 11                                                     | Nise Gankutuō (ニセ岩窟王?) | Il falso Montecristo                                              | Il falso Conte di Montecristo                                         |
| 2              | 96             | 10           | 96             | 8             |             |                                                           | 96                                                                                     | 11                                                     | Zoku zoku buraku (sono ichi) (賊族部落（その1）?) | Non presente in questa edizione                                   | L'isola della tribù ribelle (prima parte)                             |
| 3              | 97             | 10           | 97             | 8             | 97          | Zoku zoku buraku (sono ni) (賊族部落（その2）?)           | L'isola della tribù ribelle (seconda parte)                                            | 11                                                     | | Non presente in questa edizione                                   |                                                                       |
| 4              | 98             | 10           | 100            | 9             | 98          | Kyōtō kokusai taikai (sono ichi) (競盗国際大会（その1）?) | Il kanjincho di Lupin (prima parte)                                                    | 11                                                     | | Non presente in questa edizione                                   |                                                                       |
| 5              | 99             | 11           | 101            | 9             | 99          | Kyōtō kokusai taikai (sono ni) (競盗国際大会（その2）?)   | Il kanjincho di Lupin (seconda parte)                                                  | 11                                                     | | Non presente in questa edizione                                   |                                                                       |
| 6              | 100            | 11           | 98             | 8             | 100         | 12                                                        | Rupan kanjinchō (sono ichi) (ルパン勧進帳 （その1）?)                                  | Il campionato internazionale dei ladri (prima parte)   | | Non presente in questa edizione                                   |                                                                       |
| 7              | 101            | 11           | 99             | 8             | 101         | 12                                                        | Rupan kanjinchō (sono ni) (ルパン勧進帳 （その2）?)                                    | Il campionato internazionale dei ladri (seconda parte) | | Non presente in questa edizione                                   |                                                                       |
| 8              | 102            | 11           | 102            | 9             | 102         | 12                                                        | Rupan to kinko yaburi (sono ichi) (ルパンと金庫破り（その1）?)                         | Lupin e la cassaforte (prima parte)                    | | Non presente in questa edizione                                   |                                                                       |
| 9              | 103            | 11           | 103            | 9             | 103         | 12                                                        | Rupan to kinko yaburi (sono ni) (ルパンと金庫破り（その2）?)                           | Lupin e la cassaforte (seconda parte)                  | | Non presente in questa edizione                                   |                                                                       |
| 10             | 104            | 11           | 104            | 9             | 104         | 12                                                        | Bonney to Clyde (sono ichi) (ポニィとクライド（その1）?, Bonih to Kuraido (sono ichi)) | Bonnie e Clyde (prima parte)                           | | Non presente in questa edizione                                   |                                                                       |
| 11             | 105            | 11           | 105            | 9             | 105         | 12                                                        | Bonney to Clyde (sono ni) (ポニィとクライド（その2）?, Bonih to Kuraido (sono ni))     | Bonnie e Clyde (seconda parte)                         | | Non presente in questa edizione                                   |                                                                       |
| 12             | 106            | 11           | 106            | 9             | 92          | 12                                                        | 11                                                                                     | 106                                                    | Doctor Franken (sono ichi) (ドクター不乱剣（その1）?, Dokutā Furanken (sono ichi))                                                                                                 | Il dottor Franken (prima parte)                                   | Il dottor Franken (prima parte)                                       |
| 13             | 107            | 12           | 107            | 9             | 93          | 12                                                        | 11                                                                                     | 107                                                    | Doctor Franken (sono ni) (Zenmai jikake to saiman jikake) (ドクター不乱剣（その2）（ゼンマイじかけとサイミンじかけ）?, Dokutā Furanken (sono ni) (Zenmai jikake to saiman jikake)) | Il dottor Franken - Seconda parte (Meccanismi a molla e a ipnosi) | Il dottor Franken (seconda parte)- meccanismi a ipnosi... e a molla!  |
| 14             | 108            | 12           | 108            | 9             | 94          | 108                                                       | 11                                                                                     | 13                                                     | Rupan nikki (ルパン日記?) | Il diario di Lupin                                                | Il bollettino di Lupin                                                |
| 15             | 109            | 12           | 111            | 10            | 96          | 109                                                       | 11                                                                                     | 13                                                     | Mushoku tōmei (sono ichi) (無色透明（その1）?) | Incolore e trasparente                                            | Lupin VS 20 Facce (prima parte)                                       |
| 16             | 110            | 12           | 112            | 10            | 96          | 110                                                       | 11                                                                                     | 13                                                     | Mushoku tōmei (sono ni) (無色透明（その2）?) | Incolore e trasparente                                            | Lupin VS 20 Facce (seconda parte)                                     |
| 17             | 111            | 12           | 109            | 9             | 95          | 111                                                       | 11                                                                                     | 13                                                     | Rupan tai ni-jū mensō (sono ichi) (ルパン対20面相（その1）?) | Lupin contro "Venti Facce"                                        | Trasparente e incolore (prima parte)                                  |
| 18             | 112            | 12           | 110            | 10            | 95          | 112                                                       | 11                                                                                     | 13                                                     | Rupan tai ni-jū mensō (sono ni) (ルパン対20面相（その2）?) | Lupin contro "Venti Facce"                                        | Trasparente e incolore (seconda parte)                                |
| 19             | 113            | 12           | 113            | 10            | 97          | 12                                                        | 113                                                                                    | 13                                                     | Kyūketsu (sono ichi) (吸血（その1）?) | Il vampiro                                                        | Il vampiro (prima parte)                                              |
| 20             | 114            | 12           | 114            | 10            | 97          | 12                                                        | 114                                                                                    | 13                                                     | Kyūketsu (sono ni) (吸血（その2）?) | Il vampiro                                                        | Il vampiro (seconda parte)                                            |
| 21             | 115            | 13           | 115            | 10            | 98          | 12                                                        | 115                                                                                    | 14                                                     | Rasputin (sono ichi) (ラスプーチン（その1）?, Rasupūchin (sono ichi)) | Rasputin - Prima parte                                            | Rasputin - Prima parte                                                |
| 22             | 116            | 13           | 116            | 10            | 99          | 12                                                        | 116                                                                                    | 14                                                     | Rasputin (sono ni) (ラスプーチン（その2）?, Rasupūchin (sono ni)) | Rasputin - Seconda parte                                          | Rasputin - Seconda parte                                              |
| 23             | 117            | 13           | 117            | 10            | 100         | 12                                                        | 117                                                                                    | 14                                                     | Rasputin (sono san) (ラスプーチン（その3）?, Rasupūchin (sono san)) | Rasputin - Terza parte                                            | Rasputin - Terza parte                                                |
| 24             | 118            | 13           | 118            | 10            | 101         | 12                                                        | 118                                                                                    | 14                                                     | Itadakiih (いただきーッ?) | Ti ho fregato!                                                    | Sei mio!                                                              |
| 25             | 119            | 13           | 119            | 10            | 102         | 12                                                        | 119                                                                                    | 14                                                     | Goemon no fukushū (五右ェ門の復讐?) | La vendetta di Goemon                                             | La vendetta di Goemon                                                 |
| 26             | 120            | 13           | 120            | 11            | 103         | 13                                                        | 120                                                                                    | 14                                                     | Takara ga zakuzaku (sono ichi) (宝がザクザク（その1）?) | Una montagna di tesoro                                            | Un tesoro grande quanto una montagna (prima parte)                    |
| 27             | 121            | 13           | 121            | 11            | 103         | 13                                                        | 121                                                                                    | 14                                                     | Takara ga zakuzaku (sono ni) (宝がザクザク（その2）?) | Una montagna di tesoro                                            | Un tesoro grande quanto una montagna (seconda parte)                  |
| 28             | 122            | 13           | 122            | 11            | 104         | 13                                                        | 122                                                                                    | 14                                                     | Magic Bin (マジック・ビン?, Majikku Bin) | La bottiglia magica                                               | La bottiglia magica                                                   |
| 29             | 123            | 14           | 123            | 11            | 105         | 13                                                        | 123                                                                                    | 15                                                     | Meiga itadakiih (名画いただきーっ?) | Ho rubato un capolavoro pittorico!                                | Questo capolavoro è mio!                                              |
| 30             | 124            | 14           | 124            | 11            | 106         | 13                                                        | 124                                                                                    | 15                                                     | Jekyll Rupan to Hyde Rupan (sono ichi) (ジキル・ルパンとハイド・ルパン（その1）?, Jikiru Rupan to Haido Rupan (sono ichi))                                                         | Jekyll Lupin e Hyde Lupin                                         | Jekyll Lupin e Hyde Lupin (prima parte)                               |
| 31             | 125            | 14           | 125            | 11            | 106         | 13                                                        | 125                                                                                    | 15                                                     | Jekyll Rupan to Hyde Rupan (sono ni) (ジキル・ルパンとハイド・ルパン（その2）?, Jikiru Rupan to Haido Rupan (sono ni))                                                             | Jekyll Lupin e Hyde Lupin                                         | Jekyll Lupin e Hyde Lupin (seconda parte)                             |
| 32             | 126            | 14           | 126            | 11            | 107         | 13                                                        | 126                                                                                    | 15                                                     | Ryōmen machi! (sono ichi) (両面まち！（その1）?) | Aspettando le Liang Mian                                          | Aspettando Liang e Mian (prima parte)                                 |
| 33             | 127            | 14           | 127            | 11            | 107         | 13                                                        | 127                                                                                    | 15                                                     | Ryōmen machi! (sono ni) (両面まち！（その2）?) | Aspettando le Liang Mian                                          | Aspettando Liang e Mian (seconda parte)                               |
| 34             | 128            | 14           | 128            | 11            | 108         | 13                                                        | 128                                                                                    | 15                                                     | Rupan sōsōkyoku (sono ichi) (ルパン葬送曲（その1）?) | Marcia funebre per Lupin - Prima parte                            | Una marcia funebre per Lupin (prima parte)                            |
| 35             | 129            | 14           | 129            | 11            | 109         | 13                                                        | 129                                                                                    | 15                                                     | Rupan sōsōkyoku (sono ni) (ルパン葬送曲（その2）?) | Marcia funebre per Lupin - Seconda parte                          | Una marcia funebre per Lupin (seconda parte)                          |
| Bangai (番外?) | Bangai (番外?) | 14           | Bangai (番外?) | 11            | extra       | 13                                                        | Bangai (番外?)                                                                         | 15                                                     | Rupan shiryō hen (Lupin Data) (ルパン資料篇 (Lupin Data)?) | File riservato - I segreti di Lupin III                           | I segreti di Lupin                                                    |